# Virola koschnyi
Virola koschnyi är en tvåhjärtbladig växtart som beskrevs av Otto Warburg. Virola koschnyi ingår i släktet Virola och familjen Myristicaceae. Inga underarter finns listade i Catalogue of Life.